# Клещёв, Александр Сергеевич
Александр Сергеевич Клещёв (19 декабря 1940, Ленинград — 10 января 2019, Владивосток) — главный научный сотрудник лаборатории интеллектуальных систем Института автоматики и процессов управления Дальневосточного отделения РАН, доктор физико-математических наук, профессор, заслуженный деятель науки РФ.

## Биография
Окончил математико-механический факультет Ленинградского государственного университета (1964).
В 1963—1968 годах инженер-программист в Ленинградском нейрохирургическом институте.
В 1968—1974 годах ведущий инженер ВЦ биологических институтов АН СССР при Институте физиологии им. И. П. Павлова (Ленинград). Совместно с В. Л. Темовым разработал многоцелевой динамический язык ИНФ и транслятор с него для ЭВМ «Днепр-21».
В 1973 году в Институте кибернетики АН УССР (Киев) защитил кандидатскую диссертацию
- Реализация многоцелевых динамических языков программирования : диссертация … кандидата физико-математических наук : 01.00.00. — Ленинград, 1973. — 145 с.

С 1974 года работал в Институте автоматики и процессов управления ДВО АН СССР (РАН) (Владивосток): старший научный сотрудник, начальник отдела экспертных систем, зав. лабораторией интеллектуальных систем, с 2009 г. главный научный сотрудник лаборатории интеллектуальных систем.
В 1990 году в Институте прикладной математики АН СССР (Москва) защитил докторскую диссертацию на тему «Реализация экспертных систем на основе декларативных моделей представления знаний». Доктор физико-математических наук.
С 1990 г. профессор, первый заведующий кафедрой программного обеспечения ЭВМ Дальневосточного государственного университета.

## Научная деятельность
Автор (соавтор) более 300 работ в области искусственного интеллекта, информатики, медицинской и биологической кибернетики.

### Научные труды
- Язык программирования ИНФ и его реализация [Текст] / А. С. Клещев, В. Л. Темов ; АН СССР. Ин-т физиологии им. И. П. Павлова. — Ленинград : Наука. Ленингр. отд-ние, 1973. — 168 с.; 21 см.
- Биологический вычислительный центр [Текст] : О принципах организации и науч. задачах / К. П. Иванов, А. С. Клещев ; АН СССР. Ин-т физиологии им. И. П. Павлова. — Ленинград : Наука. Ленингр. отд-ние, 1975. — 140 с. : ил.; 22 см.
- Семантические структуры алгоритмических языков [Текст]. — Владивосток : [б. и.], 1977. — 34 с.; 20 см. — (АН СССР. Дальневосточный научный центр. Институт автоматики и процессов управления. Препринт).
- Реляционная модель вычислений [Текст] : Препринт. — Владивосток : ИАПУ, 1979. — 21 с.; 20 см. — (Препринт / Дальневост. науч. центр АН СССР. Ин-т автоматики и процессов упр.).
- Представление знаний. Организация вычислиений и программная поддержка / А. С. Клещев. — Владивосток : ААПУ ДВНЦ АН СССР, 1981. — 24 с.; 20 см.
- Реализация экспертных систем на основе декларативных моделей представления знаний / А. С. Клещев; АН СССР, Дальневост. отд-ние. — Препр. — Владивосток : ДВО АН СССР, 1988. — 46 с.; 20 см.
- Применение методов искусственного интеллекта для автоматической диагностики заболеваний [Текст] / А. С. Клещев, А. И. Линецкий, М. Ю. Черняховская. — Владивосток : ИАПУ, 1978. — 33 с. : ил.; 20 см. — (Препринт / АН СССР. Дальневост. науч. центр. Ин-т автоматики и процессов упр.).
- Синтаксис и семантика языка РЕАЛ [Текст] / О. Д. Бояров, А. С. Клещев, А. Я. Лифшиц. — Владивосток : ИАПУ, 1979. — 40 с.; 20 см. — (Препринт / Ин-т автоматики и процессов упр., Дальневост. науч. центр АН СССР).

## Награды и звания
Заслуженный деятель науки РФ (1996).

## Семья
Жена — Черняховская Мери Юзефовна, доктор медицинских наук.